# Soleil Moon Frye
Soleil Moon Frye (Glendora, 6 de agosto de 1976), é uma atriz, dubladora, diretora e empresária norte-americana. Soleil ficou conhecida ainda criança, ao interpretar a personagem titulo da sitcom dos anos 1980 Punky Brewster (Punky, A Levada da Breca bra). Em 2000, juntou-se ao elenco da sitcom Sabrina, a Aprendiz de Feiticeira, interpretando Roxie King, colega de quarto e amiga de Sabrina Spellman. Ela permaneceu na série até o seu fim em abril de 2003.

## Biografia
Soleil é filha do ator Virgil Frye (1930–2012), e da agente de talentos Sondra Peluce Londy. Ela tem dois meio-irmãos, Sean Frye e Meeno Peluce, que também atuaram quando eram crianças. Os pais de Frye se divorciaram quando ela tinha dois anos. Ela foi criada na fé judaica de sua mãe. "Soleil" (pronunciado sôu-léi) significa "Sol" em francês, "Moon" (pronunciado mun) significa "Lua" em inglês, e "Frye" (pronunciado frai) significa "livre" em inglês médio ou "filho" em inglês antigo.

### Carreira
Frye estreou como atriz no telefilme de 1982, "Missing Children: A Mother's Story" . Em 1984, aos oito anos, Frye derrotou mais de 3.000 garotas (incluindo sua futura amiga, Melissa Joan Hart) nas audições para o papel titular da sitcom da NBC, Punky Brewster. A série durou quatro temporadas, sendo exibida entre setembro de 1984 e  maio de 1988. Ela também dublou a personagem na série animada It's Punky Brewster. Com o sucesso do programa, Frye se tornou bastante popular entre as crianças, e aparecia rotineiramente em comerciais de diversas marcas, ela também participou da campanha "Just Say No", a convite da então primeira-dama dos Estados Unidos, Nancy Reagan, e participou da caminhada antidrogas organizada pela mesma. Em 1989, Frye co-apresentou o talk show semanal, Girl Talk, voltado para adolescentes. Ela compartilhou a apresentação com Sarah Michelle Gellar e Rod Brogan.
Em 1992, aos 16 anos, ela sofreu de hipertrofia mamária e fez uma cirurgia de redução de mamas, reduzindo-as de 36DD para 34C. Antes de submetida ao procedimento cirúrgico, Soleil foi vítima de bullying e assédio sexual, por vezes sendo chamada de "Punky Boobster" — onde há um trocadilho entre o sobrenome de sua personagem, Brewster, e a palavra inglesa boobs, que significa "mamas". Em 1996, Frye mudou-se para Nova York para estudar na The New School e mais tarde dirigiu seu primeiro filme, Wild Horses (1998). Em 1999, ela participou da série Friends, onde interpretou a personagem Katie, no episódio "The One with the Girl who Hits Joey".
Soleil interpretou Roxie King na série Sabrina, the Teenage Witch, de 2000 a 2003. A série trazia no papel principal Melissa Joan Hart, que havia feito testes para o papel de Punky Brewster anos atrás. Desde então, Soleil e Melissa tornaram-se amigas bastante próximas. Em 2001, Soleil começou a dublar a personagem Zoey Howzer na série animada The Proud Family, que foi ao ar no Disney Channel de 2001 a 2005. Em 2005, ela dublou Jade, uma personagem das Bratz no lançamento direto em vídeo Bratz Rock Angelz. Ela também dublou a personagem na série animada de televisão Bratz e nos jogos de videogames, Bratz Rock Angelz (2005), Bratz: Forever Diamondz (2006) e Bratz: The Movie (2007), além dos filmes subsequentes.
Em 2004, Frye dirigiu o documentário, Sonny Boy, que narra uma viagem de duas semanas que Frye fez com seu pai, Virgil, que tinha Alzheimer. Sonny Boy ganhou o prêmio de Melhor Documentário no Festival de Cinema de San Diego. Em 2007, Frye, junto com dois amigos, abriu a The Little Seed, uma boutique ecológica especializada em crianças em Los Angeles.  A boutique fechou em agosto de 2012 e agora é um negócio baseado na Internet.
Em setembro de 2011, Frye lançou seu primeiro livro, Happy Chaos: From Punky to Parenting and My Perfectly Imperfect Adventures in Between. Em outubro de 2013, ela lançou um livro de planejamento de festas, Let's Get This Party Started. Em 2014, ela co-fundou a PS XO, uma empresa que vende kits de decoração para festas. O nome foi então alterado para MoonFrye e expandido para incluir kits "faça você mesmo" para famílias e um aplicativo de mesmo nome. Posteriormente, a empresa se fundiu com a empresa Seedling, especializada em "kits de atividades".
Em 2021, Frye voltou a interpretar Punky Brewster, no reboot produzido pelo Peacock, que foi lançado em 25 de fevereiro de 2021. No mesmo ano, ela dirigiu o documentário Kid 90, usando um arquivo de filmagens que ela filmou na década de 1990, do qual Leonardo DiCaprio foi o produtor executivo. O filme foi lançado em 12 de março de 2021, no Hulu.
Em 2022, ela reprisou o papel de Zoey Howzer, no revival da série animada The Proud Family: Louder and Prouder, que estreou no Disney+ em 23 de fevereiro de 2022.

## Vida Pessoal
Soleil casou-se com o produtor e ator de TV Jason Goldberg em 25 de outubro de 1998, em Los Angeles. Frye e Goldberg têm quatro filhos: duas meninas nascidas em agosto de 2005 e março de 2008 e dois meninos nascidos em fevereiro de 2014 e maio de 2016. Em 2020, após 22 anos de casamento, o casal se separou. Em dezembro de 2020, Frye pediu o divórcio, que foi finalizado em abril de 2022.
Soleil converteu-se à Cientologia, mas não a pratica mais.

## Filmografia
| Filme     | Filme                                | Filme                           | Filme                                           |
| Ano       | Filme                                | Papel                           | Notas                                           |
| --------- | ------------------------------------ | ------------------------------- | ----------------------------------------------- |
| 1987      | You Ruined My Life                   | Minerva                         | No Brasil como "A Garota Sapeca"                |
| 1993      | The Liars' Club                      | Gigi                            |                                                 |
| 1994      | The St. Tammany Miracle              | Julia                           |                                                 |
| 1994      | Pumpkinhead II: Blood Wings          | Marcie                          |                                                 |
| 1995      | Twisted Love                         | Sharon Stewart                  |                                                 |
| 1996      | Mind Games                           | Becky Hanson                    |                                                 |
| 1998      | Wild Horses                          | -                               | Roteirista e diretora                           |
| 1999      | Motel Blue                           | Agente Kyle Rivers              |                                                 |
| 2000      | The Girls' Room                      | Casey                           | Título alternativo: Best of Enemies             |
| 2001      | Alex in Wonder                       | Alissa                          | Título alternativo: Sex and a Girl              |
| 2004      | Sonny Boy                            | -                               | Documentário; Também diretora                   |
| 2005      | Bratz Rock Angelz                    | Jade (Voz)                      | Lançado direto em DVD                           |
| 2006      | Bratz: Passion 4 Fashion - Diamondz  | Jade (Voz)                      | Lançado direto em DVD                           |
| 2006      | Bratz: Genie Magic                   | Jade (Voz)                      | Lançado direto em DVD                           |
| 2013      | Bratz Go to Paris: The Movie         | Jade (Voz)                      | Lançado direto em DVD                           |
| 2021      | Kid 90                               | Ela mesma                       | Documentário; Também diretora e produtora       |
| 2021      | The Cleaner                          | Kristi                          |                                                 |
| 2022      | Imaginary Friends                    | Bly                             |                                                 |
| Televisão |                                      |                                 |                                                 |
| Ano       | Título                               | Papel                           | Notas                                           |
| 1982      | Missing Children: A Mother's Story   | Mary Elizabeth                  | Filme para televisão                            |
| 1983      | Who Will Love My Children?           | Linda Fray                      | Filme para televisão                            |
| 1983      | CHiPs                                | Little Max                      | Episódio "Firepower"                            |
| 1983      | Little Shots                         | Samantha                        | Filme para televisão                            |
| 1984      | Ernie Kovacs: Between the Laughter   | Elizabeth Kovacs #2             | Filme para televisão                            |
| 1984      | Invitation to Hell                   | Chrissy Winslow                 | Filme para televisão                            |
| 1984-1988 | Punky Brewster                       | Penelope "Punky" Brewster       | 88 episódios                                    |
| 1985      | Diff'rent Strokes                    | Terry Harris                    | Episódio: "Sam's New Pal"                       |
| 1985      | MacGruder and Loud                   | Kathy                           | Episódio: "The Very Scary Man"                  |
| 1985-1986 | It's Punky Brewster                  | Penelope "Punky" Brewster (Voz) | 26 episódios                                    |
| 1987      | The Law & Harry McGraw               | Charlene                        | Episódio: "She's Not Wild About Harry"          |
| 1987      | The Real Ghostbusters                | Kenny Fenderman (Voz)           | 1 episódio                                      |
| 1988      | Cadets                               | Tyler McKay                     | Piloto não aprovado                             |
| 1989      | Girl Talk                            | Ela mesma / Apresentadora       | Talk Show                                       |
| 1990      | Where's Rodney?                      | Sonya                           | Filme de televisão                              |
| 1990      | The Wonder Years                     | Mimi Detweiler                  | Episódio: "Growing Up"                          |
| 1992      | Saved by the Bell                    | Robin                           | Episódio: "Screech's Spaghetti Sauce"           |
| 1992      | Tiny Toon Adventures                 | Amanda Duff (Voz)               | 2 episódios                                     |
| 1992      | ABC Weekend Special                  | Tina                            | 1 episódio                                      |
| 1993      | The Ren & Stimpy Show                | Susan Fout (Voz)                | Episódio: "Stimpy's Fan Club"                   |
| 1994      | Heaven Help Us                       | Louisa                          | Episódio: "First Comes Love"                    |
| 1994      | Summertime Switch                    | Peggy, a cheerleader            | Filme de televisão                              |
| 1995      | Piranha                              | Laura                           | Filme de televisão                              |
| 1996      | The Cartoon Cartoon Show             | Mary (Voz)                      | Episódio: "Johnny Bravo and the Amazon Women"   |
| 1997      | The Secret                           | Emily DeCapprio                 | Filme de televisão                              |
| 1998      | I've Been Waiting for You            | Kyra Thompson                   | Filme de televisão                              |
| 1999      | Friends                              | Katie                           | Episódio: "The One with the Girl Who Hits Joey" |
| 1999      | Working                              | Jen Miller                      | Episódio: "The Prodigy"                         |
| 1999      | Grown Ups                            | Robin                           | Piloto                                          |
| 2000-2003 | Sabrina, a Aprendiz de Feiticeira    | Roxie King                      | 65 episódios                                    |
| 2001-2005 | The Proud Family                     | Zoey Howzer (Voz)               | 47 episódios                                    |
| 2005      | The Proud Family Movie               | Zoey Howzer (Voz)               | Filme do Disney Channel                         |
| 2005      | The X's                              | Annasthesia, Seven Y (Voz)      | 3 episódios                                     |
| 2005-2006 | Bratz                                | Jade (Voz)                      | 23 episódios                                    |
| 2009      | Robot Chicken                        | Voz de vários personagens       | 3 episódios                                     |
| 2010      | Planet Sheen                         | Aseefa (Voz)                    | 13 episódios                                    |
| 2021      | Punky Brewster                       | Penelope "Punky" Brewster       | 10 episódios                                    |
| 2022      | The Proud Family: Louder and Prouder | Zoey Howzer (Voz)               | 17 episódios                                    |